# 293
293是292與294之間的自然數。

## 在數學中
- 第62個質數。前一個為283、下一個為307。
  - 非正規質數
  - 畢達哥拉斯質數
  - 陳質數
  - 愛森斯坦質數
  - 索菲熱爾曼質數
  - 此數字雖然是自然質數，但不是高斯質數。前一個有此性質的自然質數是281、下一個是313。（OEIS數列A002313）

其第一象限之高斯質數的整数分解為{\displaystyle \left(17+2i\right)\times \left(17-2i\right)}。
- 十进制的等數位數。
- 快樂數

## 在人類文化中
- B-17轟炸機的巡航空速為293公里每小時
- 拉斯維加斯有293平方公里
- 是美國93號州際公路的補助線

## 在科學中
- Og是一種人工合成的放射性化學元素，原子量為293
- 松脂的汽化熱為293J/g
- 293細胞， 人胚胎腎細胞永生化處理後得到的細胞。

## 在天文中
- NGC 293 是鯨魚座的一個星系
- 闊邊帽星系又稱為UGCA 293

## 在其他領域中
- 西元293年和前293年
- 九龍巴士293線
- 293细胞